# Stefan Banach
Stefan Banach [stéfan bánah] poljski matematik, † 30. marec 1892, Krakov,  Velika krakovska vojvodina, Avstro-Ogrska (sedaj Poljska), * 31. avgust 1945, Lvov, Ukrajinska SSR, Sovjetska zveza (sedaj Ukrajina).
Banach v splošnem velja za enega najpomembnejših in najvplivnejših svetovnih matematikov 20. stoletja. Bil je ustanovitelj moderne funkcionalne analize in izvirni član lvovske matematične šole. Njegovo večje delo je knjiga Teorija linearnih operacij (Teorja operacyj linjowych, Théorie des opérations linéaires) iz leta 1931, prva monografija o splošni teoriji funkcionalne analize.
Rodil se je v Krakovu, hodil na IV. gimnazijo in reševal matematične probleme s svojim prijateljem Witoldom Wilkoszem. Po diplomi leta 1910 se je preselil v Lvov. Med 1. svetovno vojno se je vrnil v Krakov kjer se je spoprijateljil s Hugom Steinhausom. Ko je rešil nekatere matematične probleme, ki jih je imel Steinhaus za težke, sta objavila prvo skupno delo. Leta 1919 je Banach skupaj z več drugimi matematiki ustanovil matematično društvo. Leta 1920 so ga sprejeli na mesto docenta na lvovski politehniki. Kmalu je tukaj postal profesor in član Poljske akademije umetnosti v Krakovu. Organiziral je lvovsko matematično šolo. Okoli leta 1929 je začel pisati Teorijo linearnih operacij.
Po izbruhu 2. svetovne vojne septembra 1939 je Lvov padel pod zasedbo Sovjetske zveze. Banach je postal dekan Oddelka za matematiko in fiziko Univerze v Lvovu. Leta 1941, ko so Lvov zasedli Nemci, so bile za Poljake zaprte vse ustanove visokega izobraževanja. Zaradi tega je bil Banach prisiljen služiti si kruh kot hranilec uši na Inštitutu za raziskovanje tifusa in virologijo parazitologa Rudolfa Weigla. Čeprav je bila služba tvegana zaradi morebitne okužbe s tifusom, ga je zaščitila pred premeščanjem v delovno taborišče v Nemčijo in pred drugimi oblikami zatiranja. Ko so leta 1944 Sovjeti ponovno zasedli Lvov, je Banach ponovno ustanovil univerzo. Ker so Sovjeti premeščali Poljake iz sovjetskih aneksiranih nekdanjih poljskih ozemelj, se je Banach pripravil vrniti se v Krakov. Preden je to zares storil je avgusta 1945 umrl zaradi pred sedmimi meseci diagnosticiranega pljučnega raka.
Banach ni bil redni član Ukrajinske akademije znanosti.
Med pomembne matematične koncepte, ki nosijo njegovo ime, sodijo: Banachovi prostori, Banachove algebre, Banachove mere, paradoks Banacha-Tarskega, Hahn-Banachov izrek, Banach-Steinhausov izrek, Banach-Mazurjeva igra, Banach-Alaoglujev izrek in Banachov izrek o negibni točki.

## Življenje

### Zgodnje življenje
Banach se je rodil v Splošni bolnišnici svetega Lazarja v Krakovu, tedaj v Avstro-Ogrskem cesarstvu, v goralski rimskokatoliški družini. Kasneje ga je krstil njegov oče. Njegova starša sta bila Stefan Greczek in Katarzyna Banach, oba rojaka iz pokrajine Podhale. Greczek je bil vojak v Avstro-ogrski vojski stacionirani v Krakovu. Malo je znanega o Banachovi materi. Po krstnem listu se je rodila v vasi Borówna in delala kot hišna pomočnica.
Nenavadno je bil Stefanov priimek materin in ne očetov, čeprav je dobil očetovo krstno ime – Stefan. Ker je bil Stefan Greczek vojak in se zaradi vojaških predpisov ni smel ženiti, mati pa je bila prerevna, sta se starša odločila, da ga bodo vzgajali sorodniki in prijatelji. Stefan je preživel prvih nekaj svojih let življenja pri svoji stari materi, ko pa je zbolela, je Greczek uredil, da sta sina vzgajali Franciszka Płowa in njena nečakinja Maria Puchalska v Krakovu. Mladi Stefan je imel Franciszko za svojo krušno mati, Mario pa za svojo starejšo sestro. V njegovih zgodnejših letih ga je poučeval Juliusz Mien, francoski intelektualec in prijatelj družine Płowa, ki je emigriral na Poljsko, kjer se je preživljal s fotografijo in prevajanjem poljske literature v francoščino. Mien je naučil Banacha francoščine in ga zelo verjeno vzpodbujal pri njegovih zgodnjih matematičnih prizadevanjih.
Leta 1902 se je Banach z desetimi leti vpisal v krakovsko IV. gimnazijo (znano tudi kot Goetzeva gimnazija). Čeprav je bila šola specializirana v humanističnih vedah, sta Banach in njegov najboljši prijatelj Witold Wiłkosz (tudi kasnejši matematik) preživela največ svojega časa pri reševanju matematičnih problemov med odmori in po pouku. Kasneje v življenju je Banach pripisoval zasluge dr. Kamilu Kraftu, profesorju matematike in fizike na gimnaziji, za vzpodbujanje njegovih zanimanj v matematiki. Čeprav je bil Banach marljiv dijak, je včasih prejel slabše ocene. V prvem semestru gimnazije ni izdelal grščine, kasneje pa je kritično govoril o šolskih profesorjih matematike.
Po maturi v osemnajstem letu starosti leta 1910 se je preselil v Lvov, kjer se je namenil študirati na lvovski politehniki. V začetku je za študij izbral tehniko, ker je bil v tem času prepričan, da v matematiki ni več kaj novega za odkriti. Nekaj časa je delno obiskoval tudi Jagelonsko univerzo. Ker je za podporo svojega študija moral služiti denar, je šele leta 1914 pri dvaindvajsetih letih končno zaključil srednješolske maturitetne izpite.
Ko je izbruhnila 1. svetovna vojna, so Banacha oprostili vojaške obveznosti zaradi njegovega levičništva in slabega vida. Ko je ruska vojska začela svojo ofenzivo proti Lvovu, je Banach odšel v Krakov, kjer je preživel preostanek vojne. Preživljal se je kot inštruktor v krajevnih gimnazijah, delal v knjigarni in kot delovodja skupine za gradnjo cest. V tem času se je udeležil nekaterih predavanj na Jagelonski univerzi, vključno tistih od znamenitih poljskih matematikov Stanisława Zarembe in Kazimierza Żorawskega, vendar je o tem obdobju njegovega življenja znanega malo.

### Steinhausovo odkritje
Leta 1916 je Banach v krakovskem mestnem parku Planty srečal profesorja Huga Steinhausa, enega od slavnih matematikov tistega časa. Po Steinhausu je bil po sprehajanju po parku presenečen, ko je slučajno slišal izraz »Lebesguov integral« (Lebesguov integral je bil tisti čas še vedno nova zamisel v matematiki), in zato odšel to raziskati. Tako je srečal Banacha in tudi Otta Nikodyma. Steinhaus se je navdušil nad mladim matematikom samoukom. Njuno srečanje je bilo začetek dolgega sodelovanja in prijateljstva. Dejansko je Steinhaus kmalu po srečanju povabil Banacha naj reši nekatere probleme, ki jih je sam reševal in so se pokazali za težke. Banach jih je rešil v enem tednu in kmalu sta objavila prvo skupno delo O srednji konvergenci Fourierove vrste. Steinhaus, Banach in Nikodym so skupaj z več drugimi matematiki (Władysław Ślebodziński, Leon Chwistek, Alfred Rosenblatt in Włodzimierz Stożek) ustanovili tudi matematično društvo, ki je sčasoma postalo Poljsko matematično društvo. Društvo je bilo uradno ustanovljeno 2. aprila 1919. Prek Steinhausa je Banach srečal tudi svojo bodočo ženo – Łucjo Braus.

### Medvojna leta
Steinhaus je predstavil Banacha akademskim krogom in znatno pospešil njegovo kariero. Po poljski neodvisnosti leta 1918 je Banach dobil mesto docenta v lvovski politehniki. S Steinhausovo pomočjo je prejel tudi doktorat ne da bi ga dejansko zaključil na univerzi. Doktorska disertacija, sprejeta leta 1920 na Univerzi Ivana II. Kazimirja v Lvovu, in objavljena leta 1922, je vsebovala osnovne zamisli funkcionalne analize, kar je kmalu postalo popolnoma novo področje matematike. V svoji disertaciji, napisani leta 1920, je aksiomatsko opredelil, kar danes imenujemo Banachov prostor. O disertaciji so na široko razpravljali v akademskih krogih, omogočila pa mu je, da je leta 1922 postal profesor na lvovski politehniki. Najprej je bil asistent profesorju Antoniju Łomnickem, leta 1927 pa je dobil lastno profesuro. 17. junija 1924 je Banach postal dopisni član Poljske akademije umetnosti v Krakovu. V istem času od leta 1922 je bil tudi predstojnik druge stolice za matematiko na Univerzi v Lvovu.
Mladi in nadarjeni Banach je okrog sebe zbral veliko skupino matematikov. Skupina se je sestajala v Škotski kavarni in je kmalu botrovala rojstvu »lvovske matematične šole«. Leta 1929 je skupina začela objavljati lastno revijo Studia Mathematica, ki je bila v celoti posvečena Banachovemu študijskemu področju – funkcionalni analizi. Približno v tem času je Banach začel pisati tudi svoje najbolj znano delo, prvo monografijo o splošni teoriji linearno-metričnega prostora. Prvič je bila objavljena v poljščini leta 1931, naslednjo leto pa so jo prevedli tudi v francoščino in so jo širše sprejeli v evropskih akademskih krogih. Knjiga je bila prva v dolgem nizu matematičnih monografij, ki jih je uredil Banach in njegov krog.

### 2. svetovna vojna
Po Invaziji na Poljsko nacistične Nemčije in Sovjetske zveze je nadzor nad Lvovom dobila Sovjetska zveza za skoraj dve leti. Banach, od leta 1939 dopisni član Ukrajinske akademije znanosti in v dobrih odnosih s sovjetskimi matematiki, je moral obljubiti, da se bo naučil ukrajinščine, če bo hotel ohraniti svojo profesuro in nadaljevati svoje akademsko delovanje. Ko so nadzor nad Lvovom leta 1941 med Operacijo Barbarossa dobili Nemci, so zaprli vse univerze. Banach se je skupaj z mnogimi kolegi in svojim sinom zaposlil kot hranilec uši v raziskovalnem inštututu profesorja Rudolfa Weigla. Zaposlitev v Weiglovem inštitutu je omogočila mnogim nezaposlenim univerzitetnim profesorjem in njihovim sodelavcem zaščito pred naključnim priporom in deportacijo v nacistična koncentracijska taborišča.
Ko je Rdeča armada v Lvovsko-Sandomierzski ofenzivi leta 1944 ponovno zavzela Lvov, se je Banach vrnil na Univerzo in jo pomagal ponovno ustanoviti po vojni. Ker so Sovjeti preseljevali Poljake iz aneksiranih nekdanjih poljskih območij, se je Banach začel pripravljati zapustiti mesto in se nastaniti v Krakovu, kjer so mu obljubili profesuro na Jagelonski univerzi. Bil je tudi med kandidati za ministra za izobraževanje Poljske. Januarja 1945 so mu diagnosticirali pljučni rak in so mu dovolili ostati v Lvovu. Umrl je pri triinpetdesetih letih. Njegovega pogreba na Ličakivskem pokopališču se je udeležilo več sto ljudi.

## Prispevki
Banachova disertacija, dokončana leta 1920 in objavljena leta 1922, je formalno aksiomatizirala koncept polnega normiranega vektorskega prostora in podala temelje za področje funkcionalne analize. V tem delu je Banach imenoval takšne prostore »prostori razreda E«, v svoji knjigi Teorija linearnih operacij iz leta 1932 pa je spremenil terminologijo in jih je imenoval »prostori tipa B«, kar je verjetno vodilo do tega, da so jih poimenovali po njem. Teorija kasneje definiranih Banachovih prostorov je imela predhodnike v delu madžarskega matematika Frigyesa Riesza (objavljeno leta 1916) in sočasnih doprinosih Hansa Hahna in Norberta Wienerja. Za kratek določen čas so dejansko polne normirane linearne prostore v matematični literaturi imenovali »Banach-Wienerjevi« prostori na podlagi terminologije, ki je jo uvedel Wiener sam. Ker je bilo Wienerjevo delo o tej temi omejeno, so jih začeli imenovati samo Banachovi prostori.
Podobno je bil v njegovo disertacijo vključen Banachov izrek o negibni točki, ki je temeljil na zgodnejših metodah Charlesa Émila Picarda, kasneje pa so ga razširili njegovi študentje (na primer Banach-Schauderjev izrek) in drugi matematiki (še posebej Brouwer ter Poincaré in Birkhoff). Izrek ni zahteval linearnosti prostora in je veljal za poljubni polni Cauchyjev prostor (še posebej za poljubni polni metrični prostor).
Hahn-Banachov izrek je eden od osnovnih izrekov funkcionalne analize.
- paradoks Banacha-Tarskega
- Banach-Steinhausov izrek
- Banach-Alaoglujev izrek
- Banach-Stonov izrek

## Priznanja
Od leta 1946 Poljsko matematično društvo za dosežke v matematičnih raziskavah, objavljenih v obliki knjig ali znanstvenih člankov, podeljuje nagrado Stefana Banacha.

### Medalja Stefana Banacha
Leta 1992 je Matematični inštitut Poljske akademije znanosti ustanovil posebno medaljo Stefana Banacha za izjemne dosežke na področju matematičnih znanosti.
- red belega orla – 6. novembra 2018 (posmrtno).[35][36]

## Navedki
Stanisław Ulam, tudi matematik lvovske matematične šole je v svoji avtobiografiji navedel Banachove besede:
»Dobri matematiki vidijo analogije. Veliki matematiki vidijo analogije med analogijami.«
Hugo Steinhaus je o Banachu dejal:
»Banach je bil moje največje znanstveno odkritje.«